# إليزابيث بينيت
إليزابيث بينيت (بالإنجليزية: Elizabeth Bennett)‏ هي ممثلة بريطانية، ولدت في 20 يوليو 1944 بيوركشاير في المملكة المتحدة.

## وصلات خارجية
- إليزابيث بينيت على موقع IMDb (الإنجليزية)
- إليزابيث بينيت على موقع أول موفي (الإنجليزية)
- إليزابيث بينيت على موقع قاعدة بيانات الأفلام السويدية (السويدية)
- إليزابيث بينيت على موقع قاعدة بيانات الفيلم (الإنجليزية)
- إليزابيث بينيت على موقع كينوبويسك (الروسية)